# Oedipoda fuscocincta
Oedipoda fuscocincta är en insektsart som beskrevs av Lucas, H. 1849. Oedipoda fuscocincta ingår i släktet Oedipoda och familjen gräshoppor.

## Underarter
Arten delas in i följande underarter:
- O. f. fuscocincta
- O. f. coelestina
- O. f. portugalensis
- O. f. morini